# 192 př. n. l.

## Události
- Sparta anektována achajským spolkem

## Úmrtí
- Nabis – spartský panovník

## Hlavy států
- Čína – Kao-chou  (195–188 př. n. l.)
- Seleukovská říše – Antiochos III. Megás  (223–187 př. n. l.)
- Řecko-baktrijské království – Demetrius I.  (200–180 př. n. l.)
- Parthská říše – Arsakés II.  (211–185 př. n. l.)
- Egypt – Ptolemaios V. Epifanés  (204–180 př. n. l.)
- Bosporská říše – Spartacus V.  (200–180 př. n. l.)
- Pontus – Mithridates III.  (220–185 př. n. l.)
- Kappadokie – Ariarathes IV.  (220–163 př. n. l.)
- Bithýnie – Prusias I.  (228–182 př. n. l.)
- Pergamon – Eumenés II.  (197–159 př. n. l.)
- Sparta – Nabis  (206–192 př. n. l.)
- Athény – Phanarchides  (193–192 př. n. l.) » Diodotus  (192–191 př. n. l.)
- Makedonie – Filip V.  (221–179 př. n. l.)
- Epirus – vláda épeiroské ligy  (231–167 př. n. l.)
- Římská republika – konzulové Lucius Quinctius Flamininus a Gnaeus Domitius Ahenobarbus (192 př. n. l.)
- Numidie – Masinissa  (202–148 př. n. l.)